# Nuoto ai Giochi della XIX Olimpiade - 800 metri stile libero femminili
La competizione dei 800 metri stile libero femminili di nuoto ai Giochi della XIX Olimpiade si è svolta nei giorni 22 e 24 ottobre 1968 alla Piscina Olímpica Francisco Márquez di Città del Messico.

## Programma
| Data            | Round      | Note                           |
| --------------- | ---------- | ------------------------------ |
| 22 ottobre 1968 | 5 Batterie | I migliori 8 tempi alla finale |
| 24 ottobre      | Finale     |                                |

## Risultati

### Batterie
| Pos. | Atleta          | Nazione      | Totale  | Pos F |
| ---- | --------------- | ------------ | ------- | ----- |
| 1    | Debbie Meyer    | Stati Uniti  | 9'42"8  | 2 Q   |
| 2    | Angela Coughlan | Canada       | 10'00"2 | 7 Q   |
| 3    | Sigrid Goral    | Germania Est | 10'09"3 | 11    |
| 4    | Kristina Moir   | Porto Rico   | 10'24"5 | 18    |
| 5    | Helen Elliott   | Filippine    | 10'32"9 | 21    |

| Pos. | Atleta          | Nazione       | Totale  | Pos F |
| ---- | --------------- | ------------- | ------- | ----- |
| 1    | Karen Moras     | Australia     | 9'38"3  | 1 Q   |
| 2    | Denise Langford | Australia     | 9'59"3  | 6 Q   |
| 3    | Laura Vaca      | Messico       | 10'01"8 | 8 Q   |
| 4    | Tui Shipston    | Nuova Zelanda | 10'28"0 | 19    |
| 5    | Norma Amezcua   | Messico       | 10'31"6 | 20    |
| 6    | Emilia Figueroa | Uruguay       | 10'57"7 | 24    |

| Pos. | Atleta                     | Nazione       | Totale  | Pos F |
| ---- | -------------------------- | ------------- | ------- | ----- |
| 1    | Pam Kruse                  | Stati Uniti   | 9'49"8  | 5 Q   |
| 2    | Elisabeth Ljunggren-Morris | Svezia        | 10'07"5 | 10    |
| 3    | Susan Williams             | Gran Bretagna | 10'17"6 | 12    |
| 4    | Sabine Rantzsch            | Germania Est  | 10'18"4 | 13    |
| 5    | Lylian Castillo            | Uruguay       | 11'19"1 | 26    |

| Pos. | Atleta              | Nazione   | Totale  | Pos F |
| ---- | ------------------- | --------- | ------- | ----- |
| 1    | Christine Deakes    | Australia | 10'06"7 | 9     |
| 2    | Marie-José Kersaudy | Francia   | 10'19"8 | 14    |
| 3    | Novella Calligaris  | Italia    | 10'21"0 | 15    |
| 4    | Patricia Olano      | Colombia  | 10'44"1 | 23    |
| 5    | Silvana Asturias    | Guatemala | 11'12"5 | 25    |

| Pos. | Atleta               | Nazione     | Totale  | Pos F |
| ---- | -------------------- | ----------- | ------- | ----- |
| 1    | María Teresa Ramírez | Messico     | 9'46"4  | 3 Q   |
| 2    | Patty Caretto        | Stati Uniti | 9'46"4  | 4 Q   |
| 3    | Dominique Mollier    | Francia     | 10'21"4 | 16    |
| 4    | Marjatta Hara        | Finlandia   | 10'23"3 | 17    |
| 5    | Olga de Ángulo       | Colombia    | 10'40"5 | 22    |

### Finale
| Pos.    | Atleta               | Nazione     | Totale  | Note            |
| ------- | -------------------- | ----------- | ------- | --------------- |
| Oro     | Debbie Meyer         | Stati Uniti | 9'24"0  | Record olimpico |
| Argento | Pam Kruse            | Stati Uniti | 9'35"7  |                 |
| Bronzo  | María Teresa Ramírez | Messico     | 9'38"5  |                 |
| 4       | Karen Moras          | Australia   | 9'38"6  |                 |
| 5       | Patty Caretto        | Stati Uniti | 9'51"3  |                 |
| 6       | Angela Coughlan      | Canada      | 9'56"4  |                 |
| 7       | Denise Langford      | Australia   | 9'56"7  |                 |
| 8       | Laura Vaca           | Messico     | 10'02"5 |                 |